# Bud Collyer
Bud Collyer, nato Clayton Johnson Heermance Jr. (Manhattan, 18 giugno 1908 – Greenwich, 8 settembre 1969), è stato un doppiatore e conduttore televisivo statunitense.

## Filmografia parziale

### Doppiatore
- Superman (1941)
- Billion Dollar Limited (1942)
- The Arctic Giant (1942)
- The Bulleteers (1942)
- The Magnetic Telescope (1942)
- Electric Earthquake (1942)
- Aquaman (1967) - serie TV
- Superman - serie TV, 34 episodi (1966-1968)
- The Batman/Superman Hour - serie TV, 17 episodi (1968-1969)

### Conduttore televisivo
- Break the Band - 19 episodi (1948-1953)
- On Your Way - 11 episodi (1953-1954)
- Quick as a Flash - 14 episodi (1953-1954)
- Beat the Clock - 91 episodi (1950-1956)
- Tony Awards (1957, 1958, 1959)
- To Tell the Truth - 1706 episodi (1956-1968)

## Vita privata
Sua sorella era l'attrice June Collyer.
In seconde nozze, dal 1947 alla morte (1969), è stato sposato con l'attrice Marian Shockley.